# Michael D. Coe
Michael Douglas Coe (Nova Iorque, 14 de abril de 1929 – 25 de setembro de 2019) foi um arqueólogo, antropólogo, epigrafista e escritor estadunidense. Conhecido sobretudo pelos seus trabalhos na área dos estudos sobre a Mesoamérica pré-colombiana (em particular pelo seu trabalho sobre a civilização maia, sendo um dos seus principais estudiosos na segunda metade do século XX). Coe efectuou também extensos trabalhos sobre vários sítios arqueológicos tanto na América do Norte como do Sul. 
Especializou-se ainda no estudo comparado de civilizações antigas em florestas tropicais, como as da América Central e do Sudeste Asiático.
Desde 1995 foi professor emérito de antropologia da Universidade Yale e curador emérito do Museu Peabody de História Natural, do qual foi curador entre 1968 e 1994.

## Obras publicadas
- Breaking the Maya Code (1992)
- The Maya (1966)
- America's First Civilization: Discovering the Olmec (1968)
- The True History of Chocolate (1996)
- Deciphering the Maya Script: What We Know and What We Don't Know
- More Than a Drink: Chocolate in the Pre-Columbian World